# The Used

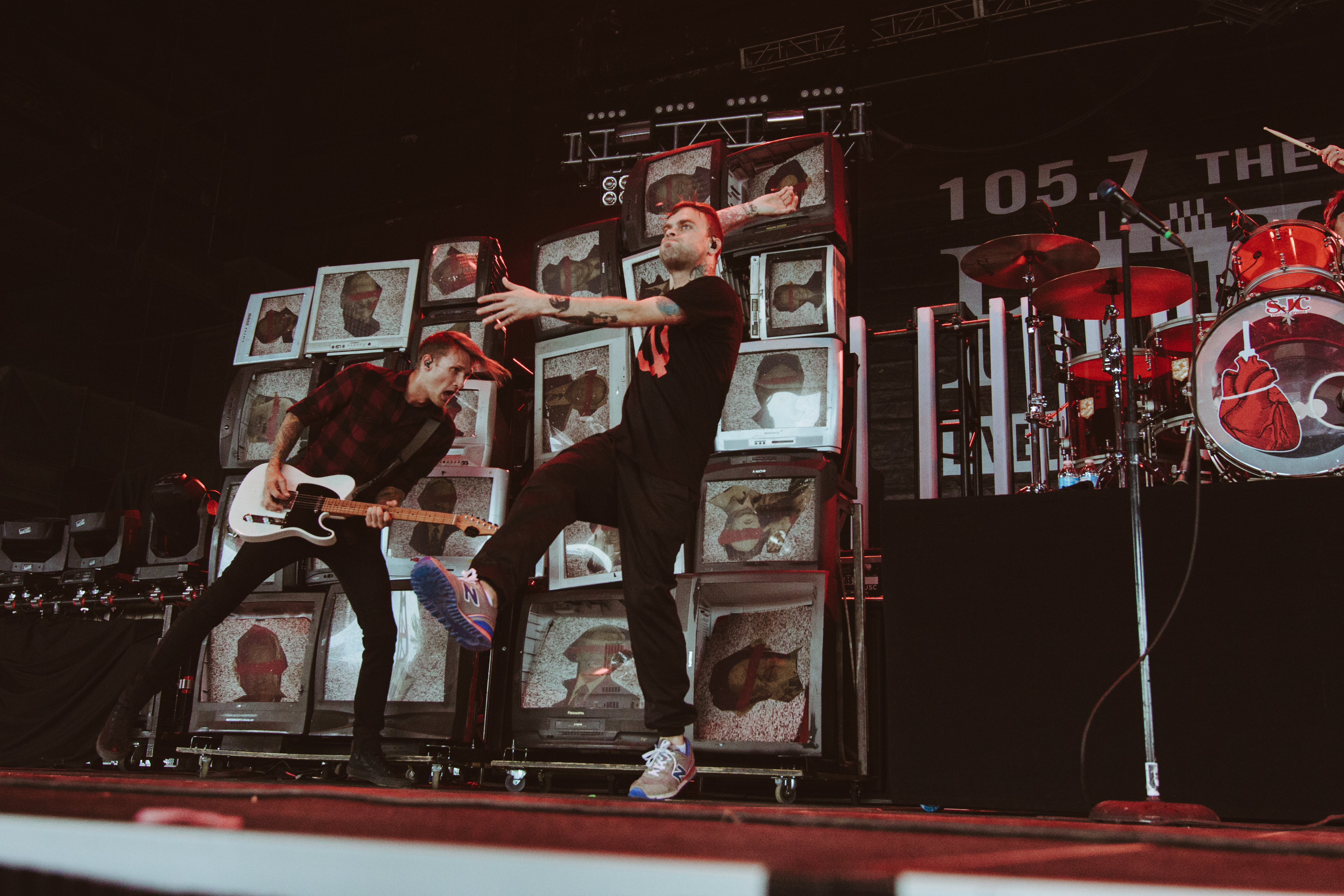
Justin Shekoski & Bert McCracken 2015

The Used is een screamo-, alternatieve-rock- en emoband uit Orem (Utah).

## Discografie

### Albums
| Album met eventuele hitnotering(en) in de Nederlandse Album Top 100 | Datum van verschijnen | Datum van binnenkomst | Hoogste positie | Aantal weken | Opmerkingen   |
| ------------------------------------------------------------------- | --------------------- | --------------------- | --------------- | ------------ | ------------- |
| Demo's from the Basement                                            | 2001                  |                       |                 |              | Demo CD       |
| The Used                                                            | 2002                  |                       |                 |              |               |
| Maybe Memories                                                      | 2003                  |                       |                 |              | Compilatie CD |
| In Love and Death                                                   | 2004                  |                       |                 |              |               |
| Berth                                                               | 2007                  |                       |                 |              | Live-cd/dvd   |
| Lies for the Liars                                                  | 2007                  |                       |                 |              |               |
| Shallow Believer                                                    | 2008                  |                       |                 |              |               |
| Artwork                                                             | 2009                  |                       |                 |              |               |
| Vulnerable                                                          | 2012                  |                       |                 |              |               |
| The Ocean Of The Sky                                                | 2013                  |                       |                 |              |               |
| Imaginary Enemy                                                     | 2014                  |                       |                 |              |               |
| Live and Acoustic at the Palace                                     | 2016                  |                       |                 |              | Live-cd       |

### Singles
| Single met eventuele hitnotering(en) in de Nederlandse Top 40 | Datum van verschijnen | Datum van binnenkomst | Hoogste positie | Aantal weken | Opmerkingen |
| ------------------------------------------------------------- | --------------------- | --------------------- | --------------- | ------------ | ----------- |
| Take It Away                                                  | 2005                  |                       |                 |              |             |
| I Caught Fire                                                 | 2006                  |                       |                 |              |             |
| The Bird and the Worm                                         | 2007                  |                       |                 |              |             |